# Edward Ellice den äldre
Edward Ellice den äldre, född den 27 september 1783, död den 17 september 1863, var en brittisk politiker, far till Edward Ellice den yngre. 
Ellice var son till en från New York till Kanada efter nordamerikanska oavhängighetskriget överflyttad lojalist, och blev liksom fadern en av Hudson Bay-kompaniets direktörer. Han var 1821 den verksammaste befrämjaren av detta kompanis sammanslagning med Nordvästkompaniet. Som parlamentsledamot (1818-26 och 1830-63) var han synnerligen inflytelserik inom whigpartiets inre ledning (särskilt vid ministerkriser) och ledde som partiets "inpiskare" (whip) de viktiga parlamentsvalen 1831 omedelbart före den stora parlamentsreformen, varvid han enligt Macaulay för partiets räkning inköpte en mängd rotten boroughs. Ellice, som var svåger till earl Grey, satt 1832-34 som krigsminister i dennes kabinett. År 1836 bildade han den liberala Reform Club.